# Anna Denissowna Burtassowa
Anna Denissowna Burtassowa (russisch Анна Денисовна Буртасова; * 19. Februar 1987 in Wladimir) ist eine russische Juristin, Schachspielerin und seit 2004 Internationaler Meister der Frauen (WIM). 2009 erhielt sie von der FIDE den Titel einer Frauengroßmeisterin (WGM). Seit Februar 2019 ist Burtassowa für den kanadischen Schachverband gemeldet.

## Leben
Anna Burtassowa ist gelernte Juristin, freiberufliche Schachjournalistin und Projektmanagerin im Bereich Schach. Sie war Pressechefin beim Nord-Ural-Cup der Frauen und Mitarbeiterin für Öffentlichkeitsarbeit bei der Frauen-Weltmeisterschaft, ist Projektmanagerin bei der Marketing-Organisation des Weltschachverbandes in Moskau und seit 2011 Mitarbeiterin für Öffentlichkeitsarbeit bei der Russischen Schachföderation in Moskau. Von 2004 bis 2009 war sie Jugendtrainerin beim Schachklub Wladimir.

## Schachkarriere
Von 1999 bis 2007 spielte sie bei russischen Meisterschaften, Europameisterschaften und Weltmeisterschaften der weiblichen Jugend. 2002 wurde sie Russische U16-Meisterin. 2003 gewann sie die Russische U17-Spartakiade der Mädchen in Kasan. Außerdem siegte sie 2005 beim Mondariz Open in Spanien und bei Frauenturnieren in Charkiw (Ukraine).
2004 wurde Burtassowa zum Internationalen Meister der Frauen (WIM) ernannt, die erforderlichen Normen erfüllte sie im November 2003 beim Young Cup Russia in Serpuchow sowie im Dezember 2003 beim Bykowa Memorial in Wladimir.
Die Normen für den Titel Frauen-Großmeisterin (WGM) erzielte sie 2006 und 2007 bei ukrainischen Frauenturnieren und 2009 bei einem internationalen Titelturnier, jeweils in Charkiw.
Burtassowa wird bei der FIDE als inaktiv geführt (Stand: Januar 2015), da sie nach dem Moskau Open im Februar 2013 keine Elo-gewertete Partie mehr gespielt hat.
In der 1. Deutschen Schachbundesliga der Frauen holte sie von 2007 bis 2009 für ihren Verein USV TU Dresden 11,5 Punkte aus 12 Partien. In der Saison 2010/11 spielte sie für die Mannschaft des SC Bad Königshofen, für den sie auch in der folgenden Saison gemeldet war, aber nicht eingesetzt wurde.